# Mejisti (gmina)
Mejisti (gr. Δήμος Μεγίστης, Dimos Mejistis) – gmina w Grecji, w administracji zdecentralizowanej Wyspy Egejskie, w regionie Wyspy Egejskie Południowe, w jednostce regionalnej Rodos. W jej skład wchodzi między innymi wyspa Mejisti (Kastelorizo). Siedzibą gminy jest Mejisti. W 2011 roku liczyła 492 mieszkańców.